# De la mano con el pueblo
De La Mano Con El Pueblo es el vigésimo segundo trabajo discográfico del Binomio de Oro de América grabado por la compañía Codiscos y lanzado al mercado el 12 de septiembre de 1994. En el álbum se incluyen temas tales como: Picardía de José Juan Molina, Celos de Fabián Corrales, Todo Terminó Así de Wílmar Bolaños, Sólo Por Ti, la segunda versión de la autoría del fallecido Rafael Orozco, Fanny de "Colacho" Mendoza, Dueña Del Mundo de Luis Murgas y Chica De Loco Amor de Wílmar Bolaños entre otras.

## Canciones
| N.º   | Título                                        | Escritor(es)              | Duración |  |
| 1.    | «Picardía» (Jean Carlos Centeno)              | José Juan Molina          | 4:22     |  |
| 2.    | «Celos» (Jean Carlos Centeno)                 | Fabián Corrales           | 5:11     |  |
| 3.    | «Chica de loco amor» (Jean Carlos Centeno)    | Wilmar Bolaños            | 4:42     |  |
| 4.    | «Dueña del mundo» (Gabriel "Gaby" García)     | Luis Murgas               | 4:02     |  |
| 5.    | «La mona del Cañaguate» (Jean Carlos Centeno) | Rafael Escalona           | 3:56     |  |
| 6.    | «Sólo por ti» (Jean Carlos Centeno)           | Rafael Orozco             | 4:59     |  |
| 7.    | «Con mi acordeón» (Richard Salcedo)           | Israel Romero             | 4:54     |  |
| 8.    | «Empezar de nuevo» (Gabriel "Gaby" García)    | Juan Acosta               | 4:16     |  |
| 9.    | «Fanny» (Gabriel "Gaby" García)               | Nicolás "Colacho" Mendoza | 4:31     |  |
| 10.   | «Todo terminó así» (Jean Carlos Centeno)      | Wilmar Bolaños            | 4:22     |  |
| 45:15 |                                               |                           |          |  |

## Detalles del disco
La carátula de este álbum se da cuando el grupo se ve rodeado de gente y es aclamado, también se grabó en Venezuela y fue todo un éxito en las emisoras de radio de toda Colombia, el sencillo Sólo Por Ti, de la autoría de Rafael Orozco en la voz de Jean Carlos Centeno que ha sido todo un hit imparable.
- Datos: Q60967975